# رولاندو آلارکن
رولاندو آلارکُن (اسپانیایی: Rolando Alarcón‎؛ ۵ اوت ۱۹۲۹ – ۴ فوریهٔ ۱۹۷۳) آهنگساز، فولکلوریست، تک‌نواز گیتار و آموزگار اهل شیلی بود.  وی بین سال‌های ۱۹۵۱ تا ۱۹۷۳ میلادی فعالیت می‌کرد.
او به سبب خدماتش به موسیقی شیلی، در کشورش شهرت داشت و در مراسم به خاکسپاری‌اش، سالوادور آلنده از مرگ و فقدانش اظهار تأسف کرد.
رولاندو آلارکن یکی از پایه‌گذاران «ترانه‌سرایی نوین» شیلی است.